# 숲은 설레인다
《숲은 설레인다》는 조선민주주의인민공화국의 예술영화이다.
이 영화는 전쟁이 끝난 후 민둥산에 나무를 심는 노인과 식물학을 연구하는 처녀의 이야기를 엮은 것이다. 이 영화가 만들어진 시점은 북조선에서 나무를 심어서 경공업을 발전시키는데 관련성이 깊다. 이 영화는 1983년에 상영되었다.